# Копачівська сільська рада (Деражнянський район)
Копачі́вська сільська́ ра́да — адміністративно-територіальна одиниця та орган місцевого самоврядування в Деражнянському районі Хмельницької області. Адміністративний центр — село Копачівка.

## Загальні відомості
Копачівська сільська рада утворена в квітні 1944 року.
- Територія ради: 27,804 км²
- Населення ради: 872 особи (станом на 2001 рік)

## Населені пункти
Сільській раді були підпорядковані населені пункти:
- с. Копачівка

## Склад ради
Рада складалася з 15 депутатів та голови.
- Голова ради: Савчук Микола Кіндратович
- Секретар ради: Вишнева Івана Володимирівна

### Керівний склад попередніх скликань
| Прізвище, ім'я, по батькові | Основні відомості                                                               | Дата обрання | Дата звільнення |
| --------------------------- | ------------------------------------------------------------------------------- | ------------ | --------------- |
| Савчук Микола Кіндратович   | Сільський голова, 1959 року народження, освіта середня спеціальна, безпартійний | 26.03.2006   | 31.10.2010      |
| Савчук Микола Кіндратович   | Сільський голова, 1959 року народження, освіта середня спеціальна, безпартійний | 31.10.2010   |                 |

Примітка: таблиця складена за даними сайту Верховної Ради України

### Депутати
За результатами місцевих виборів 2010 року депутатами ради стали:

#### За суб'єктами висування
| Суб'єкт висування                                   | Кількість обраних депутатів | %    |
| --------------------------------------------------- | --------------------------- | ---- |
| Партія регіонів                                     | 7                           | 46,7 |
| Народна партія                                      | 3                           | 20   |
| Самовисування                                       | 3                           | 20   |
| Комуністична партія України                         | 1                           | 6,7  |
| Політична партія Всеукраїнське об'єднання «Свобода» | 1                           | 6,7  |

#### За округами
| № округу                                            | Прізвище, ім'я, по батькові    | Дата визнання обраним | Освіта             | Партійна приналежність | Відомості про обраного депутата                                         |
| --------------------------------------------------- | ------------------------------ | --------------------- | ------------------ | ---------------------- | ----------------------------------------------------------------------- |
| Комуністична партія України                         |                                |                       |                    |                        |                                                                         |
| 6                                                   | Демчишин Віктор Дмитрович      | 03.11.2010            | середня спеціальна | позапартійний          | Фермерське господарство, фермер                                         |
| Народна Партія                                      |                                |                       |                    |                        |                                                                         |
| 1                                                   | Демчишин Павло Андрійович      | 03.11.2010            | середня спеціальна | позапартійний          | СТОВ ім. Шевченка, водій                                                |
| 5                                                   | Савчук Вадим Миколайович       | 03.11.2010            | вища               | позапартійний          | Голоськівський професійний аграрний ліцей, майстер виробничого навчання |
| 9                                                   | Котелюк Сергій Іванович        | 03.11.2010            | середня спеціальна | позапартійний          | СТОВ ім. Шевченка, різноробочий                                         |
| Партія регіонів                                     |                                |                       |                    |                        |                                                                         |
| 2                                                   | Шаповалов Сергій Васильович    | 03.11.2010            | вища               | член Партії регіонів   | СТОВ ім. Шевченка, директор                                             |
| 3                                                   | Шаповалов Володимир Сергійович | 03.11.2010            | вища               | член Партії регіонів   | СТОВ ім. Шевченка, юрист-менеджер                                       |
| 7                                                   | Делікатний Юрій Петрович       | 03.11.2010            | вища               | член Партії регіонів   | СТОВ ім. Шевченка, заступник директора                                  |
| 8                                                   | Яцина Борис Георгійович        | 03.11.2010            | вища               | член Партії регіонів   | СТОВ ім. Шевченка, заступник директора по рослинництву                  |
| 10                                                  | Пишна Тетяна Григорівна        | 03.11.2010            | вища               | позапартійна           | СТОВ ім. Шевченка, економіст                                            |
| 11                                                  | Сокуренко Надія Миколаївна     | 03.11.2010            | середня спеціальна | позапартійна           | Копачівське відділення зв'язку, листоноша                               |
| 13                                                  | Савчук Богдан Григорович       | 03.11.2010            | вища               | позапартійний          | КЛП «Комунгосп», лісник                                                 |
| Політична партія Всеукраїнське об'єднання «Свобода» |                                |                       |                    |                        |                                                                         |
| 14                                                  | Вишнева Іванна Володимирівна   | 03.11.2010            | вища               | позапартійна           | тимчасово не працює                                                     |
| Самовисування                                       |                                |                       |                    |                        |                                                                         |
| 4                                                   | Чорна Люджмила Петрівна        | 03.11.2010            | середня спеціальна | позапартійна           | Копачівський фельдшерсько-акушерський пункт, фельдшер                   |
| 12                                                  | Кондратюк Володимир Іванович   | 03.11.2010            | середня            | позапартійний          | тимчасово не працює                                                     |
| 15                                                  | Сологуб Григорій Петрович      | 03.11.2010            | вища               | позапартійний          | пенсіонер                                                               |